# Ioan Ciurea (medic)
Ioan Ciurea (scris uneori și Ion Ciurea sau Ion Ciure) (n. 21 martie 1840, Iași – d. 5 decembrie 1891, Iași) a fost un medic român, unul din întemeietorii învățământului medical ieșean, și om politic, senator de Iași. Ioan Ciurea a fost decan al Facultății de Medicină din Iași între anii 1881-1889 și primul profesor de medicină legală la Facultatea de Drept între anii 1866-1882 și la Facultatea de Medicină din Iași între anii 1882-1891.

## Biografie
Ioan Ciurea s-a născut în Iași unde a absolvit Academia Mihăileană în anul 1859. Beneficiază de o bursă care îi permite să urmeze studii de medicină la Paris unde obține titlul de doctor în medicină și chirurgie în 1864 cu teza De l’érysipèle du pharyngés ou angine pharyngée érysipélateuse.
Reîntors în Moldova, obține dreptul de practică medicală în 1864 și ocupă un post la Spitalul „Sfântul Spiridon” din Iași, devenind, în 1869, medic primar prin concurs. În timpul Războiului de Independență a ocupat postul de medic șef al Diviziei a IV-a și a condus spitalul militar din Iași.
Ioan Ciurea a fost unul dintre organizatorii învățământului în Moldova. A înființat în 1867, alături de Ioan M. Melik, Petru Poni, Neculai Culianu, Pavel Paicu și D. Quinezu, liceul privat Institutul Academic care, prin fuzionarea ulterioară, în 1879, cu Liceul Nou și-a schimbat numele în Institutele Unite, instituție de învățământ considerată ca cel mai bun liceu din Moldova în perioada sfârșitului secolului al XIX-lea și începutului secolului al XX-lea. A fost, de asemenea, unul dintre susținătorii ideii de înființare a unei facultăți de medicină în Iași, fiind numit în 1868 de către ministrul instrucțiunii publice, alături de, între alții, Ludovic Russ senior și Anastasie Fătu, într-o comisie care să studieze posibilitatea înființării unei facultăți de medicină la Iași.
După înființarea Facultății de Medicină, în 1879, a ocupat postul de decan în perioada 1881-1889 și a fost primul profesor de medicină internă. Ioan Ciurea a fost, de asemenea, și primul profesor de medicină legală din Iași, fiind profesor la această disciplină la Facultatea de Drept a Universității ieșene încă din anul 1866, și ulterior la Facultatea de medicină, după transferarea acestei discipline în 1882 la facultatea nou înființată.
Ioan Ciurea a fost președinte al Societății de Medici și Naturaliști din Iași timp de 11 ani, între anii 1884-1894, perioadă în care a inițiat tipărirea Buletinului Societății de Medici și Naturaliști din Iași.
A participat la viața politică fiind senator de Iași.
Ioan Ciurea a decedat în 1891 ca urmare a unui erizipel⁠(en)[traduceți].

## Ordine și decorații
Ioan Ciurea a fost decorat cu următoarele ordine și medalii române și străine:
- Ordinul Coroana României în grad de comandor (1882)
- Ordinul Steaua României în grad de cavaler
- Ordinul Carol I
- Medalia Apărătorii Independenței
- Legiunea de onoare acordată de Republica Franceză în 1879[3]
- Ordinul Crucii Takovo⁠(en)[traduceți] al Serbiei